# NFL sezona 1944.
NFL sezona 1944. je 25. po redu sezona nacionalne lige američkog nogometa. 
Sezona je počela 17. rujna 1944. Utakmica za naslov prvaka NFL lige odigrana je 17. prosinca 1944. u New Yorku na stadionu Polo Grounds. U njoj su se sastali pobjednici istočne divizije New York Giantsi i pobjednici zapadne divizije Green Bay Packersi. Pobijedili su Packersi rezultatom 14:7 i osvojili svoj šesti naslov prvaka NFL-a.
Kao nova momčad, u ligu ulaze Boston Yanksi. Prije početka sezone 1944., Brooklyn Dodgersi mijenjaju ime u Brooklyn Tigers. Također, Cleveland Ramsi nastavljaju s natjecanjem nakon jedne sezone neigranja, a Philadelphia Eaglesi nastavljaju najecanje kao samostalan klub (sezonu 1943. su nastupali zajedno s Pittsburgh Steelersima pod nadimkom "The Steagles"). Pittsburgh Steelersi ovu sezonu igraju udruženi s Chicago Cardinalsima pod imenom Card-Pitt.

## Poredak po divizijama na kraju regularnog dijela sezone
| Istočna divizija    |     |     |     |      |     |     |
| Momčad              | Pob | Por | Ner | %    | P+  | P-  |
| New York Giants*    | 8   | 1   | 1   | 88,9 | 206 | 75  |
| Philadelphia Eagles | 7   | 1   | 2   | 87,5 | 267 | 131 |
| Washington Redskins | 6   | 3   | 1   | 66,7 | 169 | 180 |
| Boston Yanks        | 2   | 8   | 0   | 20,0 | 82  | 233 |
| Brooklyn Tigers     | 0   | 10  | 0   | 0,0  | 69  | 166 |

| Zapadna divizija   |     |     |     |      |     |     |
| Momčad             | Pob | Por | Ner | %    | P+  | P-  |
| Green Bay Packers* | 8   | 2   | 0   | 80,0 | 238 | 141 |
| Chicago Bears      | 6   | 3   | 1   | 66,7 | 258 | 172 |
| Detroit Lions      | 6   | 3   | 1   | 66,7 | 216 | 151 |
| Cleveland Rams     | 4   | 6   | 0   | 40,0 | 188 | 224 |
| Card-Pitt          | 0   | 10  | 0   | 0,0  | 108 | 328 |

Napomena: * - pobjednici konferencije, % - postotak pobjeda, P± - postignuti/primljeni poeni

## Prvenstvena utakmica NFL-a
- 17. prosinca 1944. New York Giants - Green Bay Packers 7:14

## Statistika

### Statistika po igračima

#### U napadu
- Najviše jarda dodavanja: Irv Comp, Green Bay Packers - 1159
- Najviše jarda probijanja: Bill Paschal, New York Giants - 737
- Najviše uhvaćenih jarda dodavanja: Don Hutson, Green Bay Packers - 866

#### U obrani
- Najviše presječenih lopti: Howie Livingston, New York Giants - 9

### Statistika po momčadima

#### U napadu
- Najviše postignutih poena: Philadelphia Eagles - 267 (26,7 po utakmici)
- Najviše ukupno osvojenih jarda: Chicago Bears - 316,7 po utakmici
- Najviše jarda osvojenih dodavanjem: Washington Redskins - 202,1 po utakmici
- Najviše jarda osvojenih probijanjem: Philadelphia Eagles - 166,3 po utakmici

#### U obrani
- Najmanje primljenih poena: New York Giants - 75 (7,5 po utakmici)
- Najmanje ukupno izgubljenih jarda: Philadelphia Eagles - 193,7 po utakmici
- Najmanje jarda izgubljenih dodavanjem: Chicago Bears - 105,2 po utakmici
- Najmanje jarda izgubljenih probijanjem: Philadelphia Eagles - 55,8 po utakmici

## Vanjske poveznice
- Pro-Football-Reference.com, statistika sezone 1944. u NFL-u
- NFL.com, sezona 1944.